# Saltzmann-Aufnahme

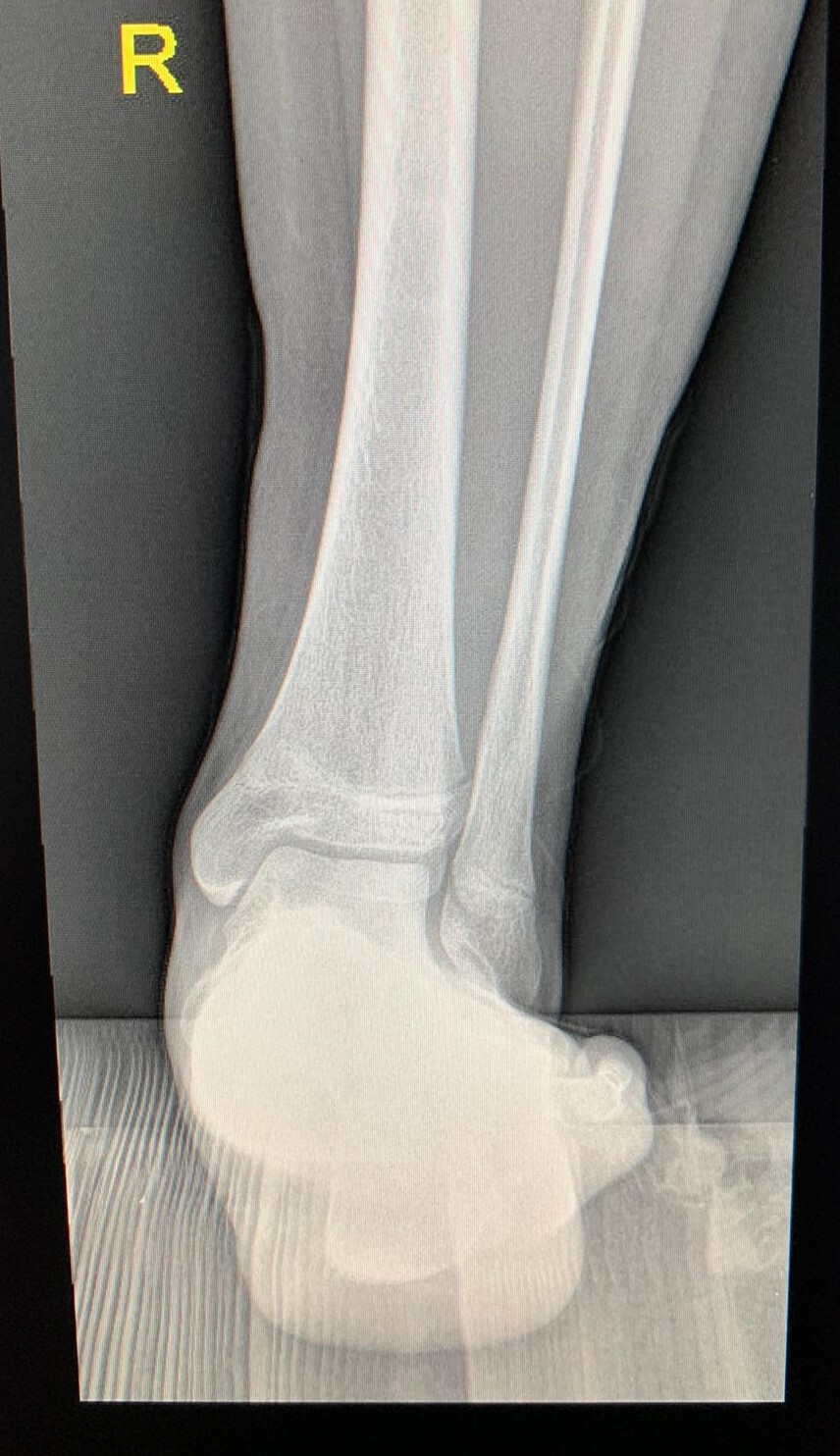
Saltzmann-Aufnahme eines rechten Fußes mit Valgusstellung (Calcaneus valagus, Knickfuß)

Die Saltzmann-Aufnahme (englisch hindfoot alignment view) ist eine radiologische Untersuchungsmethode des Fußes und des Beins im Stehen, bei der die Achse von Bein und Ferse in der Frontalebene beurteilt wird und Fehlstellungen identifiziert werden können. Sie wurde im Jahr 1995 durch den Orthopäden Charles Louis Saltzman publiziert und ist eine Modifikation einer ähnlichen Aufnahmetechnik des Fußes in der Frontalebene, die im Jahr 1976 von James C. Cosey publiziert wurde.

## Durchführung
Der Röntgenstrahl wird um 20 Grad Richtung Boden geneigt und zielt auf die Malleoli eines Beins des auf einer röntgendurchlässigen Plattform stehenden Patienten. Das Körpergewicht ist gleichmäßig auf beide Füße verteilt. Die Detektorplatte wird vor den Füßen auf der Plattform platziert und ist, im rechten Winkel zur Röntgenröhre, ebenfalls um 20 Grad geneigt. Ein röntgendichter, sechs Zentimeter breiter Bleistreifen wird zur Markierung hinter die Ferse des Patienten auf dieser platziert.
Eine Durchführung in mehreren Ebenen erhöht die Zuverlässigkeit der Messung nicht.

## Interpretation
Beurteilt wird der Abstand zwischen der anatomischen Achse der Tibia und dem tiefsten Teil des Calcaneus.
Die gewichtstragende Achse des Beins wird durch die Längsachse der Tibia repräsentiert, definiert durch die Halbierung der Tibia 10 und 15 cm oberhalb des medialen Anteils der Facies articularis inferior der Tibia („medial tibial plafond“). Da der Bleistreifen senkrecht zur Längsachse des Fußes und parallel zur Standplattform ausgerichtet ist, bildet er in der Frontalebene die Bodenebene ab. Der unterste Punkt des Fersenbeins ist definiert durch den in der Aufnahme der Bleimarkierung am nächsten liegenden Punkt am unteren Rand des Fersenbeins. Der vertikale Abstand zwischen dem untersten Punkt des Fersenbeins und der tibialen Mittellinie wird gemessen. Wenn die Belastungsachse des Beins medial zum untersten Punkt des Fersenbeins (Valgus calcaneus) liegt, haben die Abstandswerte ein positives Vorzeichen. Liegen sie lateral dazu (Varus calcaneus), erhalten sie ein negatives Vorzeichen.